# Stuart Hall
Stuart Hall, född 3 februari 1932 i Kingston, Jamaica, död 10 februari 2014 i London, Storbritannien, var en jamaicansk-brittisk kulturteoretiker och sociolog. Han var en av de tidiga deltagarna vid det inflytelserika Centre for Contemporary Cultural Studies vid Birmingham University.

## Biografi
Hall studerade vid Oxford University på 1950-talet. Han var professor vid bland annat Open University och studerade bland annat kultur och media och utgick i mycket från Antonio Gramsci och dennes hegemoni-begrepp. Hall var medlem av Fabian Society och anhängare av deras frihetligt demokratiska socialism. Han var en av de ledande inom Nya vänstern i Storbritannien i början på 1960-talet och den förste chefredaktören för New Left Review. Utgående från en tradition av marxistisk humanism var Hall en skarp kritiker av såväl Margaret Thatchers neokonservatism som Tony Blair och dennes New Labour, som han ansåg saknar principer och grundläggande moral.